# Pimoa cawarong
Pimoa cawarong (лат.) — вид пимовых пауков рода Pimoa (Pimoidae). Название P. cawarong дано по месту нахождения (Cawarong Township).

## Распространение
Китай, Тибетский автономный район (округ Ньингчи, уезд Zayu County, Cawarong Township, 28.55°N, 98.48°E, на высоте 4033 м).

## Описание
Мелкие пауки, длина тела около 7 мм. Карапакс самок желтоватый с чёрными боковыми краями; грудная ямка и радиальные борозды отчетливые; стернум буроватый; брюшко чёрное с желтоватыми поперечными перевязями; ноги буроватые с отчетливыми чёрными кольцами. Сходен с видами P. nyingchi и P. reniformis. Вид был впервые описан в 2021 году китайским арахнологами Xiaoqing Zhang и Shuqiang Li (Institute of Zoology, Chinese Academy of Sciences, Пекин, Китай) по материалам из Тибета.